# Dési von Halban

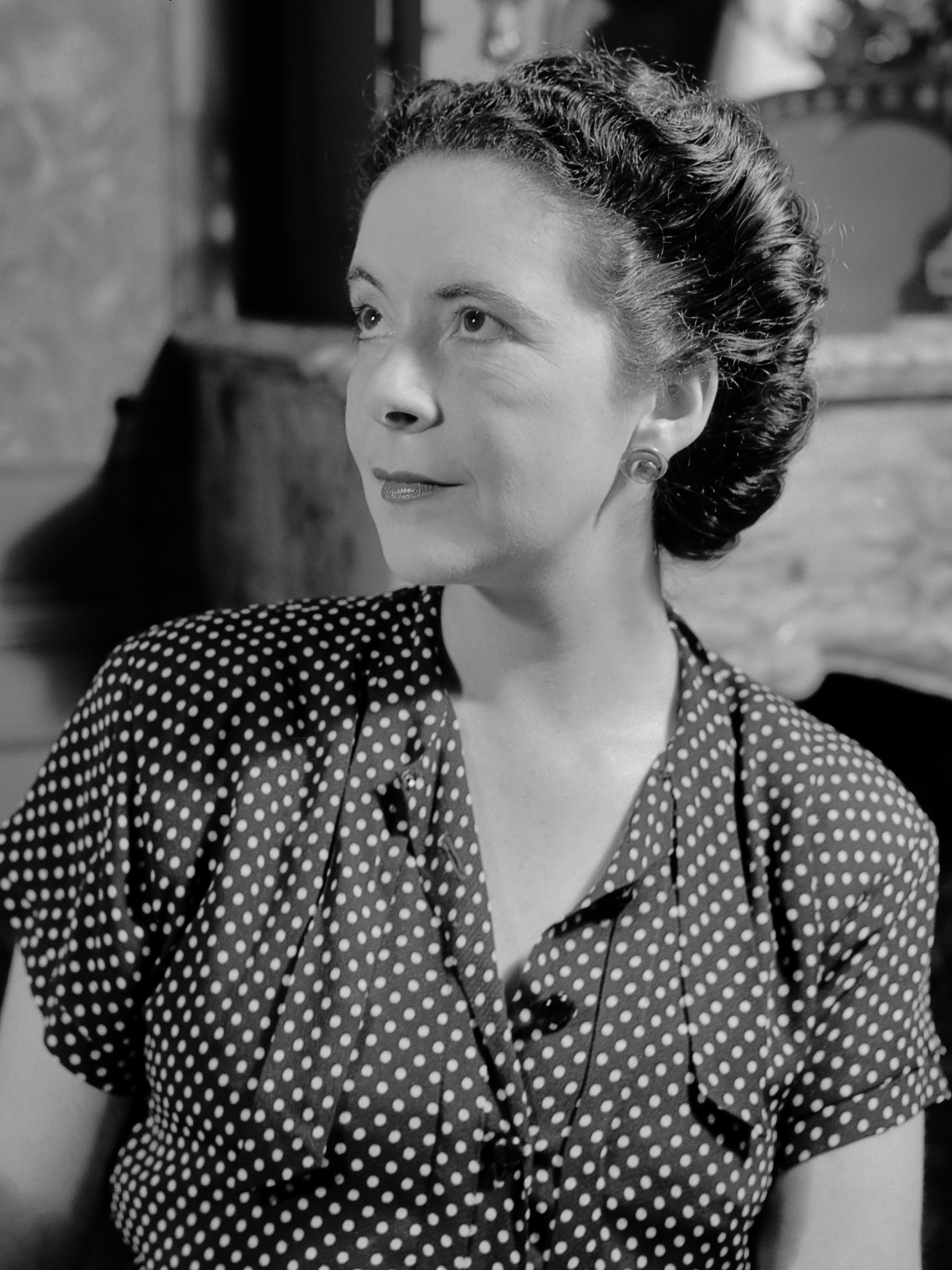
Dési von Halban (1946)

Désirée Louise Anna Ernestine (Dési) von Halban (Wenen, 10 april 1912 – Bilthoven, 12 februari 1996) was een Oostenrijkse zangeres. Ze was gehuwd met de Nederlandse kunsthandelaar Jacques Goudstikker en voerde na de Tweede Wereldoorlog processen tegen de Staat der Nederlanden om teruggave van de kunstverzameling Jacques Goudstikker.

## Levensloop
Von Halban werd geboren te Wenen, als dochter van de gynaecoloog Josef von Halban en de operazangeres Selma Kurz. Ze maakte carrière als sopraan, nam in 1945 met de New York Philharmonic een grammofoonplaat op met de vierde symfonie van Gustav Mahler (een goede vriend van haar moeder) en was bevriend met de dirigent van die opname, Bruno Walter. Midden 1937 werd ze door Goudstikker, die een half jaar eerder weduwnaar was geworden, uitgenodigd om te komen zingen op een Weense avond die hij op kasteel Nijenrode had georganiseerd. Daar trad ook het voltallig Concertgebouworkest onder leiding van Willem Mengelberg op. Het was voor haar liefde op het eerste gezicht, zou ze later verklaren. Ze traden op 24 december 1937 in het huwelijk. In 1939 werd hun zoon Edouard geboren.
In het voorjaar van 1940 wilde Von Halban Nederland ontvluchten, maar Goudstikker aarzelde nog. Pas op 14 mei, enkele dagen na de Duitse inval, vluchtte het gezin op het koopvaardijschip SS Bodegraven, dat via het Verenigd Koninkrijk naar Zuid-Amerika zou varen. De Goudstikkers kregen echter geen toestemming om het Verenigd Koninkrijk te betreden en moesten dus meevaren naar Zuid-Amerika. In de nacht van 15 op 16 mei viel Goudstikker, die aan dek een luchtje was gaan scheppen, in het vrachtruim. Hij was op slag dood. Het schip legde aan in Liverpool en Goudstikker werd begraven in Laughton. Von Halban en haar zoon kregen toestemming van boord te gaan om door te reizen naar Canada. Uiteindelijk kwamen ze in de Verenigde Staten terecht.
Na de Tweede Wereldoorlog kocht ze kasteel Nijenrode terug van de Nederlandse Staat, die het kasteel na de bevrijding in beheer had. Ze verhuurde het in eerste instantie aan de Stichting Nijenrode, Instituut voor Bedrijfskunde die er vanaf 1946 het Nederlands Opleidings Instituut voor het Buitenland (NOIB) vestigde, doorgaans kortweg Nijenrode genoemd. De weduwe Goudstikker heeft het kasteel uiteindelijk weer verkocht.
Ze hertrouwde in 1950 met A.E.D. von Saher, een jurist in internationaal handelsrecht. Inmiddels was een deel van de handelsvoorraad van het bedrijf van wijlen haar echtgenoot als 'vijandelijk vermogen' in handen van de Nederlandse Staat gekomen, omdat de schilderijen in 1940 vrijwillig zouden zijn verkocht. Von Halban vocht dit aan; ze wilde rechtsherstel. In 1952 stemde ze onder protest toe in een schikking. Ze verklaarde later dat ze de collectie-Goudstikker had willen schenken, maar dat hij haar was ontnomen. Von Halban gaf tot in de jaren tachtig zangles. Ze overleed in 1996.
- Bibliothèque nationale de France: cb14014546k (data)
- Gemeinsame Normdatei: 11047211X
- International Standard Name Identifier: 0000 0000 8185 5369
- Library of Congress Control Number: n83213210
- MusicBrainz: 7a098518-3cdd-4643-a7d8-25c6955540f7
- Nationale Bibliotheek van Tsjechië: xx0151016
- Nationale Bibliotheek van Israël: 987007403977505171
- Nederlandse Thesaurus van Auteursnamen: 069931453
- Virtual International Authority File: 116619863
- WorldCat: E39PBJxrVR9KKPtgb8ckPvQjG3